# Stammliste von Plötzkau und von Valkenstein
Stammliste von Plötzkau und von Valkenstein mit den in der Wikipedia vertretenen Personen und wichtigen Zwischengliedern.
Die mangelhafte, oft fehlerhafte, Quellenlage betrifft den gesamten Zeitraum aller Familienzweige. Gesicherte Daten sind urkundlich genannt, Geburts- und Sterbedaten o. g. Zeiträume jedoch oft ungesichert und nach höchstmöglicher Wahrscheinlichkeit der oft abweichenden Datenquellen unter Vorbehalt zu betrachten. Es bleiben genealogische Details, sogar die Zuordnung von Mitgliedern des Hauses, ungeklärt.

## Die Grafen von Plötzkau (erloschen 1147) und die Grafen von Valkenstein (erloschen um 1336)
Der erste urkundlich bekannte Vertreter war Egino I., Vorbesitzer eines Reichslehens zu Zilly (944), († nach 944); ⚭ () N.N. Sie hatten folgende Nachkommen:
A1. Alverich I., urkundlich 965 bis 983, († (1035)); ⚭ () N.N.
B1. Egino II. von Konradsberg, urkundlich 1021; ⚭ () N.N.
C1. Alverich II. von Kakelingen (patruelis von Egino III.); ⚭ () N.N.
D1. Bernhard I. von Kakelingen, Graf im Harzgau, Derlingau, Nordthüringen (1052) sowie Belcsem, Stifter vom Kloster Kakelingen, urkundlich 1044 bis 1069, († 28. Oktober ...; ▭ in Kakelingen); ⚭ () Irmingard N.N.
E1. Graf Dietrich von Plötzkau († 3. August ...; ▭ in Kakelingen); ⚭ () Mathilde von Walbeck, Erbin von Walbeck, Tochter von Graf Konrad von Walbeck, Burggraf von Magdeburg, (–) und Adalheid aus Bayern (–)
F1. Graf Helperich von Plötzkau, Markgraf der Nordmark (1112), († 1118; ▭ in Kakelingen); ⚭ () Adela von Beichlingen, urkundlich 1117 bis 1123, († 1123), (⚭ I: () Graf Dietrich III. von Katlenburg (* um 1075/80; † 12. August 1106)), Sohn von Graf Dietrich II. von Katlenburg (–1085) und Gertrud die Jüngere von Braunschweig (um 1060–1117), Tochter von Graf Kuno von Beichlingen (1050/1060–1103) und Kunigunde von Weimar-Orlamünde (um 1055–1117)
G1. Graf Bernhard II. von Plötzkau († 26. Oktober 1147 bei Dorylaion); ⚭ () Kunigunde aus Bayern († nach 1185), (⚭ II: () Dietrich von Wettin, Markgraf von der Niederlausitz und Graf von Eilenburg (1156), (* vor 1142; † 9. Februar 1185 im Kloster Petersberg; ▭ ebenda), Sohn von Conrad I. von Meissen (1075/1098–1157) und Luitgard von Ravensburg (um 1100–1145))
→ Linie Plötzkau im Mannesstamm erloschen – Das Erbe fällt auf dem Reichstag von Würzburg 1152 an Albrecht den Bären
G2. Graf Konrad von Plötzkau (1129), Markgraf der Nordmark (1030), (⚔ (10.) Januar 1133 in Italien, durch Pfeilschuss; ▭ in Kakelingen); ⚭ (vor 1132) N.N. von Polen (* vor 1119; † nach 10. Januar 1133), Tochter von Fürst Boleslaw III. von Polen (1085–1138) und Salome von Berg-Schelklingen (1093/1101–1144)
G3. Gräfin Irmgard von Plötzkau, Äbtissin vom Kloster Kakelingen (1145), († 1. September vor 1161; ▭ in Kakelingen)
G4. Gräfin Mechthild von Plötzkau
F2. Graf Konrad von Plötzkau
F3. Gräfin Irmgard von Plötzkau (* 1085/1087; † 26. November 1153; ▭ in Kakelingen); ⚭ I: (1095/1100) Graf Lothar Udo IV. (III.) von Stade, Markgraf der Nordmark (1087–), (* um 1060; † 2. Juni 1106), Sohn von Lothar Udo III. (II.) von Stade, Markgraf der Nordmark (1057–1082), (1020/1030–1082) und Oda von Werl (um 1070–1110); ⚭ II: (1108/14) Gerhard I. von Heinsberg († nach 1128), Sohn von Gerhard von Heinsberg und Valkenburg (–1128) und Oda von Walbeck (–1152)
F4. Gräfin Adelheid von Plötzkau; ⚭ () Burggraf Otto I. von Regensburg (1112), Graf von Regenstauf (1125), Vogt von Kloster Prüfening (1140), Vogt von Kloster Sankt Emmeram (1142), urkundlich 1089, († 21. Oktober (1143)), Sohn von Heinrich I. von Regensburg (–(1083)) und N.N.
C2. Burchard I. von Konradsberg; ⚭ () N.N.
D1. Egino III. von Konradsberg, ermordet Graf Albrecht II. von Ballenstedt (um 1030–1080), (patruelis von Alverich II.); ⚭ () N.N.
E1. Burchard II. von Valkenstein, Graf von Valkenstein (1142), von Konradsberg (1129 und 1142), urkundlich 1107 bis 1109/1155; ⚭ () Gräfin Bia von Ammensleben, urkundlich 1135 bis 1148, Tochter von Graf Milo II. von Ammensleben (–1126) und Liutburga von Eilsleben (–)
F1. Burchard III. von Valkenstein (1157), Graf von Valkenstein (1160), urkundlich 1148, († nach Juni 1179); ⚭ () N.N.
G1. Graf Otto I. von Valkenstein, Stiftsvogt von Quedlinburg, urkundlich 1173 bis 1201, († vor 1208)
H1. Graf Burchard IV. von Valkenstein, Stiftsvogt von Quedlinburg, urkundlich 1195 bis 1207, († vor 1215); ⚭ () Kunigunde von Ziegenhain, urkundlich 1207, Tochter von Graf Gozmar IV. von Reichenbach-Ziegenhain (–nach 1193) und N.N.
I1. Graf Otto II. von Valkenstein, urkundlich 1214 bis 1239, († vor 1240); ⚭ () Helmburg von Blankenburg, urkundlich 1257 als Wittwe, († vor 1266), Tochter von Graf Siegfried II. von Blankenburg (–) und Mechtild von Ampfurth (–)
J1. Graf Otto III. von Valkenstein, urkundlich 1251 bis 1253
J2. Graf Friedrich II. von Valkenstein, urkundlich 1253 bis 1277, (* um 1208; † nach 1277); ⚭ () Klementa von Hessen, urkundlich 1270, (* um 1212; † nach 1270), Tochter von Volrad von Hessen (–vor 1250) und N.N.
K1. Graf Otto IV. von Valkenstein, Graf von Arnstein (1313), urkundlich 1270 bis 1323, (* um 1234; † 6. Februar 1328); ⚭ (vor 29. Juni 1281) Luitgard von Arnstein, urkundlich 1279 bis 1332, (* um 1243; † nach 1232), Tochter von Graf Albrecht II. von Arnstein, (1240–1279) und Mechtild von Mansfeld (1235–1289)
L1. Graf Friedrich IV. von Valkenstein, urkundlich 1287 bis 1310, († nach 1310); ⚭ (zw. 2. Februar 1308 und 28. Juli 1308) Mechtild von Regenstein, urkundlich 1305, (* vor 1305; † nach 23. August 1334), (⚭ II: (zw. 5. Juni 1312 und 29. Juli 1312) Graf Günther IX. von Kevernburg, Graf von Lüchow und Herr zu Klötze, († zw. 8. April 1332 und 4. April 1333), Sohn von Günther VI. von Kevernburg (Käfernburg) (–1289) und (Sophie von Lüchow) (–)), Tochter von Graf Heinrich III. von Regenstein (vor 1245–1311/1312) und Gräfin Elisabeth von Hoya (um 1247–1320)
L2. Graf Albrecht von Valkenstein, urkundlich 1287
L3. Graf Otto (V.) von Valkenstein, Domherr zu Magdeburg (1287–1341), Archidiakon zu Sarstedt (1299–1327), Domherr (1305–1327), Domscholasticus zu Hildesheim (1314–1322), urkundlich 1287 bis 1341, († nach 1341)
L4. Graf Burchard VI. von Valkenstein (1317), Domherr (1305–1317), Propst von Unsere Liebe Frau zu Halberstadt (1312–1316), abgesetzt (1317), schenkt der Halberstädter Kirche die Burg Falkenstein am Harz (18. Januar 1332), urkundlich 1287, (* vor 1287; † nach 12. März 1336); ⚭ () Gräfin Hedwig von Regenstein, urkundlich 1317 bis 1331, († nach 1331), Tochter von Graf Ulrich III. von Regenstein-Heimburg (–1322/1323) und Sophie von Anhalt-Aschersleben (–nach 1308)
→ Familie erloschen (ultimus familiae) – Die Grafschaft geht an das Halberstädter Domkapitel
M1. Gräfin Luitgard von Valkenstein, Nonne im Kloster Wiederstedt (1336)
L5. Gräfin Mechthild von Valkenstein, urkundlich 1287
L6. Gräfin Oda von Valkenstein, urkundlich 1319; ⚭ () Graf Albrecht II. (III.) von Regenstein, urkundlich 1310, (* vor 1310; † zw. 4. Januar 1347 und 25. Juli 1351 bei Danstedt, ermordet), (⚭ II: (um 1337) Jutta von Anhalt-Zerbst (* vor 1316; † 13..), Tochter von Fürst Albrecht I. von Anhalt-Zerbst (–1316) und Agnes von Brandenburg (Askanier), (–1329)), Sohn von Graf Ulrich III. von Regenstein-Heimburg (–1322/1323) und Sophie von Anhalt-Aschersleben (–nach 1308)
K2. Graf Friedrich III. von Valkenstein, urkundlich 1270 bis 1287, (* um 1236; † nach 1287)
K3. Graf Konrad von Valkenstein, Domherr (1291–1304), Dompropst zu Hildesheim (1305–1314), urkundlich 1270, (* um 1238; † 18. Februar nach 1317)
K4. Graf Heinrich von Valkenstein, Domherr (1287–1305), Propst von Unsere Liebe Frau zu Halberstadt, urkundlich 1270 bis 1305, (* um 1240; † nach 1305)
K5. Graf Siegfried von Valkenstein, Domherr zu Hildesheim (1287–1289), Ritter des Deutschen Ordens (1296–1307), urkundlich 1270, (* um 1242; † nach 15. Dezember 1307)
K6. Graf Volrad von Valkenstein, urkundlich 1270 bis 1312, (* um 1250; † 1312); ⚭ () Mechtild von Arnstein, urkundlich 1279, († nach 1279), Tochter von Graf Albrecht II. von Arnstein, (1240–1279) und Mechtild von Mansfeld (1235–1289)
L1. Graf Friedrich V. von Valkenstein, „der Jüngere“ (1308), urkundlich 1306 bis 1312
L2. Gräfin Mechtild von Valkenstein, urkundlich 1319
L3. Gräfin Luitgard von Valkenstein, urkundlich 1319; ⚭ (21. Oktober 1327, Dispens 4.°, Avignon) Graf Gebhard III. (II.) von Mansfeld–Querfurt, urkundlich 1314, (* vor 1314; † zw. 19. November 1332 und 24. Juni 1335), Sohn von Graf Burchard V. von Mansfeld-Querfurt (–1354/1358) und Gräfin Oda von Wernigerode (um 1290–vor 1343)
I2. Graf Friedrich I. von Valkenstein, urkundlich 1236 bis 1238
I3. Gräfin Osterlindia von Valkenstein, Kanonissin im Stift Quedlinburg (1222), 15. Äbtissin vom Stift Quedlinburg (1231), († 1232)

H2. Hoyer von Valkenstein (1211), Graf von Valkenstein (1240), Stiftsvogt von Quedlinburg (–1230), urkundlich 1211 bis 1254
H3. Mechtild von Valkenstein, Nonne von St. Marien, Äbtissin von St. Marien auf dem Münzenberg in Quedlinburg
G2. Graf Dietrich von Valkenstein, urkundlich 1172 bis 1174
H1. Graf Burchard V. von Valkenstein, urkundlich 1195
H2. Graf Konrad von Valkenstein, urkundlich 1195 bis 1215
G3. Graf Burchard von Valkenstein, urkundlich 1179
E2. Lampert von Valkenstein, urkundlich 4. Februar 1144, († 3. Oktober 1149; ▭ in Volkerode)
D2. Gerburg; ⚭ () Volkmar von Domensleben
D3. Tochter; ⚭ () Graf (Erf von Harburg), urkundlich 1069
B2. Konrad, geächtet auf dem Reichstag von Goslar (1035)